# Веризм
Вери́зм (від італ. vero — правдивий) — течія в італійському мистецтві, яка виникла наприкінці XIX ст., місцевий варіант натуралізму.

## Історія

### Походження терміна
Термін виник в XVII столітті, вживався в зображувальному мистецтві та означав реалістичну течію в живописі бароко.

### Літературний веризм
В другій половині ХІХ століття термін відродився як значення (дуже невизначене і розділене) реалістичного і натуралістичного напрямків в італійському мистецтві. В області літератури найбільш світле та закінчене вираження веризм отримав в романі та новелі. На кінці 1870-хх група письменників — Джованні Верга, Луїджі Капуана, Доменіко Чамполі та інші — виступила зі статтями, що проголошували необхідність переходу в області романа від сенсаційності та сентименталізму до «соціального літопису», позбавленого всіх суб'єктивних елементів, що дає наукову основу на вивчення «суспільних і соціально-психологічних стосунків між людьми», опис сучасного їм італійського суспільства.

### Веризм у музиці
Основоположником течії в музиці вважають Умберто Джордано з його дебютною оперою «Marina». Найяскравіші представники веризму в музиці — Руджеро Леонкавалло («Заза», «Життя Латинського кварталу», «Паяци» та ін.), П'єтро Масканьї («Сільська честь», «Маски» та ін.) і особливо Джакомо Пуччіні («Богема», «Тоска», «Чіо-Чіо-сан», «Дівчина з Заходу» та ін.) — прагнули показати життя «таким яким воно є», тому серед їх героїв переважають «звичайні» люди — актори, селяни, студенти, поети та інші.

## Представники веризму

### Джованні Верга
Верга народився в заможній сицилійській родині неподалік від Катанії, його батько — Джованні Баттіста Каталано Верга — був представником дрібного дворянства, мати — Катерина ді Мауро — походила із заможної купецької родини. Верга почав письменницьку діяльність ще в юності, написавши історичний роман «Любов і Батьківщина» («Amore e Patria»), який не був виданий за порадою місцевого священика, друга сім'ї Верга і наставника Джованні в його перших пробах пера. За наполяганням батька Джованні вступив на юридичний факультет університету Катанії, проте вивчав право менше двох років, вирішивши займатися літературною діяльністю. У прагненні стати письменником Верги підтримувала його мати, на гроші, які батько виділив для навчання в університеті, в 1861 and 1862 були опубліковані «Карбонарії в горах» («I Carbonari della montagna»), присвячені визвольному руху під керівництвом Джузеппе Гарібальді. У 1863 цикл реалістичних творів був продовжений повістю «В лагунах» («Sulle lagune»). У цей час Верга виступає ярим прихильником об'єднання Італії зі столицею в Римі.
У 1860–64 рр. Верга проходить службу в Національної гвардії, після чого залишає Сицилію і їде у Флоренцію (у той час столицю Італії), пізніше в Мілан. З 1869 місцем проживання Верги стає Флоренція, а з 1872 року протягом майже 20 років з рідкими перервами він живе в Мілані. Джованні Верга вважається засновником веризму, основного напрямку італійської літератури середини XIX століття, для якого характерне використання натуралістичного підходу до опису дійсності. Зразком для веристів був Еміль Золя, з яким Верга був знайомий особисто. Для стилю Верги характерне використання діалогу як засоби психологічного портрета персонажа. Поряд з «Сім'єю Малаволья», значними творами Верги є «Ерос», «Істинна тигриця». У 1880 виходить зібрання оповідань «Життя серед полів», що включає такі твори як «Причуда» («Fantasicheria»), «Вовчиця» («La lupa»), що описують життя сицилійських селян, а також «Сільська честь» (більш правильний варіант перекладу — «Селянське благородство» («Cavalleria rusticana»), яка пізніше була перероблена в драму і оперу (автор лібрето — (П'єтро Масканьї). Розповідь Верги «Малярія» є одним з перших зафіксованих у художній літературі описів хвороби.
Верга планував написати серію з п'яти великих романів, кожен з яких послідовно показував би зростаючі людські амбіції і прагнення — від елементарної боротьби за існування в «Родині Малаволья» до погоні за розкішшю, владою і чуттєвими задоволеннями (роман повинен був називатися «Uomo di lusso»). Однак, окрім «Сім'ї Малаволья», був завершений тільки один — «Дон Джезуальдо» («Mastro Don Gesualdo», 1889), що вважається вершиною творчості Верги.
У 1894 Верга повернувся на Сицилію і поступово відійшов від літературної діяльності, час від часу перевидаючи редаговані (іноді значно) версії своїх попередніх творів. У 1920 році він був обраний сенатором від рідного селища Віццині. Джованні Верга помер від інсульту в 1922.
У місті Катанія увічнено ім'я письменника — на площі його імені встановлено пам'ятник персонажам роману «Малаволья».
У 1948 році Лукіно Вісконті екранізував роман «Сім'я Малаволья», відомий як «Земля тремтить».

## Аналоги веризму
Споріднені з веризмом течії існували у музиці Франції (опери А.Брюно на сюжети Е.Золя, «Луїза» Г.Шарпантьє), Німеччини («Долина» Е.д'Альбера) та інших країн.